# Cronquistianthus determinatus
Cronquistianthus determinatus là một loài thực vật có hoa trong họ Cúc. Loài này được (B.L.Rob.) R.M.King & H.Rob. mô tả khoa học đầu tiên năm 1982.